# Shems FM
Shems FM (arabe : شمس اف ام) est la quatrième station de radio privée de Tunisie avec 6,1 % de part d'écoute quotidienne en 2018.
Radio généraliste dont les studios sont installés à Tunis, elle émet principalement dans les régions du Grand Tunis, Nabeul, Bizerte, Sousse, Monastir, Sfax, Kairouan et Gafsa.

## Histoire
C'est le 10 août 2010 que le ministre de la Communication, Oussama Romdhani, annonce que Cyrine Ben Ali, fille du président de la République de l'époque, Zine el-Abidine Ben Ali, obtient l'autorisation d'exploiter une radio, lancée finalement le 27 septembre 2010. La société-mère Tunisia Broadcasting, d'un capital de 1,5 million de dinars, est dirigée par un conseil d'administration composé de Cyrine Ben Ali, Chakib Nouira, Tahar Bayahi et Fathi Bhoury (nommé directeur général de la station).
Durant la révolution de 2011 qui chasse son père, Cyrine Ben Ali s'enfuit à Paris, tandis que la radio donne la parole aux protestataires. Elle devient ensuite propriété de l'État tunisien via El Karama Holding. Des appels d'offres infructueux ont lieu en 2018, 2019 et 2020, la famille Bayahi et l'homme d'affaires Aziz Zouhir se montrant initialement intéressés sans toutefois donner suite, la station étant déficitaire à hauteur de trois millions de dinars.

## Direction
Le 22 février 2012, Khalil Laâbidi est nommé président du conseil d'administration en remplacement de Nouira et Bhoury directeur général en remplacement d'Ilyes Gharbi qui avait été nommé à ce poste en septembre 2011.
En juin 2022, la journaliste Oumaima Sahraoui est nommée à la direction générale de la radio. Elle remplace alors Lotfi Warda.

## Programmes

### Généraliste
- À table
- Alech ou KIfech
- Binetna
- Bon plan week-end
- Keep cool
- La matinale
- Malla nhar
- Show shammoussa
- Yes week-end

### Musique
- Dhikrayat
- in da club
- Off shore
- Remember
- Shobbik lobbik
- Siesta
- Sunset club
- Track tour
- Voice track

### Jeux
- On air
- Ya toura ya fatoura
- Zid yezzi

### Sport
- Sport time
- Kollou sport